# 路德維希冰川
70°45′S 166°9′E / 70.750°S 166.150°E
路德維希冰川是南極洲的冰川，流經亞瑟森海崖和蓋爾山之間，最終注入基爾克比冰川，該冰川以澳大利亞探險船的大副命名。